# Tokuma Shoten
Tokuma Shoten Publishing Co., Ltd. (株式会社徳間書店 Kabushiki gaisha Tokuma Shoten, lit.  "Livraria Tokuma") é uma editora no Japão, com sede em Shinagawa, Tóquio. A empresa foi fundada em 1954 por Yasuyoshi Tokuma em Minato, Tóquio. O portfólio de produtos da empresa inclui publicação de música, publicação de jogos eletrônicos, filmes, anime, revistas, mangá e livros.
Empresas que foram parte da Tokuma Shoten incluem Studio Ghibli, Daiei Film e a gravadora Tokuma Japan Communications. Após a morte do fundador da empresa, Yasuyoshi Tokuma, em 20 de setembro de 2000, ocorreu uma gestão de ativos. A Tokuma Shoten realizou uma cisão corporativa com o Studio Ghibli, tornando a divisão de anime da empresa uma companhia separada novamente em 2005. A Tokuma Shoten vendeu a Tokuma Japan Communications para a Daiichi Kosho em outubro de 2001, e a Daiei Films foi comprada pela Kadokawa Corporation em novembro de 2002.
Desde 2005, a empresa se reestruturou para focar exclusivamente na publicação de mídia impressa e na transmissão de suas propriedades adaptadas para TV e cinema. Em 17 de março de 2017, a empresa foi adquirida pela Culture Convenience Club. O negócio foi concluído no final de março.

## História
Em março de 1954, a Tokuma foi fundada como East-West Entertainment Publishing em Shimbashi 3-chome, Minato-ku, Tóquio, com um capital de 1.000.000 de ienes. A empresa assumiu os direitos de publicação da Weekly Asahi Performing Arts, uma publicação que remonta a janeiro de 1951. O escritório filial em Osaka foi aberto no mesmo ano. Em setembro de 1958, o nome da empresa foi alterado para Asahi Performing Arts Publishing. Em abril de 1961, a Asahi Performing Arts Publishing desmembrou seu negócio de publicação de livros como Tokuma Shoten. Em outubro de 1967, a Asahi Performing Arts Publishing e a Tokuma Publishing se fundiram e passaram a ser conhecidas como Tokuma Shoten Company. No mesmo mês, foi lançada a edição mensal da revista Problem Novel.
Em julho de 1978, foi lançada a publicação mensal Animage, e em outubro de 1980, a marca Tokuma Bunko foi introduzida. Em março de 1984, a empresa celebrou seu 30º aniversário com um projeto em co-produção com a Hakuhodo Inc. A Tokuma Shoten também financiou filmes do Studio Ghibli, começando com Nausicaä do Vale do Vento. Em fevereiro de 1988, a série de anime Legend of the Galactic Heroes de Yoshiki Tanaka foi lançada. Em abril do mesmo ano, estreou Meu Amigo Totoro, e em setembro de 1988, foi lançada a publicação mensal GoodsPress.
Em 1985, a Tokuma Shoten iniciou a publicação da Revista Família Computador, a primeira revista de jogos eletrônicos dedicada aos jogos de console, especificamente ao Family Computer (Famicom) da Nintendo, que mais tarde seria lançado como Nintendo Entertainment System (NES) no Ocidente. A revista começou como uma publicação mensal, alcançando uma circulação que aumentou de 180.000 em julho para 600.000 em dezembro de 1985. Em 1986, tornou-se uma revista quinzenal que vendia mais de 1 milhão de cópias por edição. Ela inspirou imitadores como Famicom Tsūshin (Famitsu) em 1986 e Nintendo Power em 1988. Em outubro de 1985, a Tokuma Shoten publicou Super Mario Bros: The Complete Strategy Guide, um livro de guia de estratégia para Super Mario Bros. Parte do conteúdo foi reciclado da Revista Família Computador, além de novos conteúdos escritos por Naoto Yamamoto, que não recebeu royalties por seu trabalho. O livro vendeu 630.000 cópias em 1985, tornando-se o livro mais vendido do Japão naquele ano. O livro voltou a ser o mais vendido em 1986, com um total de 1.3 milhão de cópias vendidas. Nintendo of America mais tarde o traduziu para o inglês como How to win at Super Mario Bros. e o publicou na América do Norte através do Nintendo Fun Club e das primeiras edições da revista Nintendo Power.
Em 1989, a Tokuma Shoten contratou a Streamline Pictures para produzir a versão em inglês do filme de 1986 Laputa: Castle in the Sky dirigido por Hayao Miyazaki, e sua dublagem em inglês de 1992 de The Castle of Cagliostro. Em 1988, a Streamline também dublou My Neighbor Totoro e Kiki's Delivery Service, ambas sob a supervisão de Gregory Snegoff para a Tokuma Shoten, embora essa colaboração tenha sido usada apenas como filmes de bordo pela Japan Airlines, que na época os licenciava da Tokuma Shoten. A companhia aérea exibia os filmes durante seus voos entre o Japão e os Estados Unidos. Em maio de 1994, a empresa lançou um livro de imagens e literatura infantil como um projeto de comemoração do 40º aniversário.
Em agosto de 1996, Disney e Tokuma Shoten formaram uma parceria na qual Buena Vista Pictures seria o distribuidor internacional exclusivo para os filmes animados do Studio Ghibli da Tokuma Shoten. Desde então, todos os três filmes mencionados anteriormente de Miyazaki no Studio Ghibli, que foram dublados anteriormente pela Streamline, foram redublados pela Disney. Em 1 de junho de 1997, a Tokuma Shoten Publishing consolidou suas operações de mídia ao fundir o Studio Ghibli, o software Tokuma Shoten Intermedia e o Tokuma International em um único local. Em fevereiro de 1999, foi realizada a comemoração do 30º aniversário com a entrega do prêmio na 19ª edição do Prêmio de Ficção Científica do Japão, com uma cerimônia de premiação de um romance curto denominado Prêmio Literário Tokuma. Em julho de 2001, foi lançado Spirited Away. Ele quebrou inúmeros recordes e se tornou o filme de maior sucesso daquela era na história do Japão, arrecadando mais de US$289 milhões mundialmente. Em novembro de 2004, O Castelo Animado foi lançado. Junto com o filme, o livro original de mesmo nome também foi um sucesso. Entre 1999 e 2005, o Studio Ghibli foi uma marca subsidiária da Tokuma Shoten, no entanto, essa parceria terminou em abril de 2005, quando o Studio Ghibli se separou da Tokuma Shoten e foi reestabelecido como uma empresa independente com uma sede realocada.
Em setembro de 2006, foi lançada a publicação mensal Comic Ryu. Em outubro de 2006, a Weekly Asahi Performing Arts celebrou seu 50º aniversário. Em maio de 2007, a série de TV animada Dennou coli estava em produção, e em maio de 2011, a série Ryosuke Miki de Rongu Blessing acumulou um total de 1,16 milhão de visualizações. Em janeiro de 2012, foi lançada a publicação mensal Volt, e em setembro de 2012, foi lançada a Sweet Girly Artbook Larme. Em abril de 2013, o drama de TV Tokimeki Deka Tachibana, baseado em Tokuma Comics Sakado de Sadako original, e Torii Tori Drawing foram transmitidos na TV Tokyo como uma série. Em junho de 2013, o drama Traffic de Shibata Yoshiki da Tokuma Bunko foi transmitido na NHK. Em maio de 2014, o filme Wood Job! ~ Original God of Dreams foi lançado nacionalmente. God's Honorable Emotional Daily de Miura Shin também foi lançado. Em julho de 2015, a série animada de TV Monster Musume no daily life da Comic Ryo foi transmitida.
Em janeiro de 2017, a Tokuma Bunko lançou o drama Today is a good day de Maha Harada, que foi transmitido na WOWOW. Em março de 2017, a Tokuma Shoten tornou-se uma subsidiária da Culture Convenience Club através de uma troca de ações de aquisição. Em abril de 2017, a série animada original de TV da Comic Ruy, Alice and Kura Six de Tetsuya Imai, foi transmitida. Em julho de 2017, o drama da Tokuma Bunko Akira and Akira de Ike Well Jun foi transmitido na WOWOW. A série animada original de TV da Comic Ryu Centaur’s Trouble de Kei Murayama foi transmitida.

## Filmes
- Nausicaä do Vale do Vento (1984)
- Castelo no Céu (1986)
- Meu Amigo Totoro (1988)
- O Serviço de Entregas da Kiki (1989)
- Memórias de Ontem (1991)
- Porco Rosso (1992)
- Pom Poko (1994)
- Sussurros do Coração (1995)
- Princesa Mononoke (1997)
- Meus Vizinhos, os Yamadas (1999)
- A Viagem de Chihiro (2001)
- O Reino dos Gatos (2002)
- Ghost in the Shell 2: Inocência (2004)
- O Castelo Animado (2004)